# Coupe des États-Unis de soccer 2007
Navigation
Lamar Hunt U.S. Open Cup 2006 Lamar Hunt U.S. Open Cup 2008
La Coupe des États-Unis de soccer 2007 est la 94e édition de la Lamar Hunt US Open Cup, la plus ancienne des compétitions dans le soccer américain. C'est un système à élimination directe mettant aux prises des clubs de soccer amateurs, semi-pros et professionnels affiliés à la Fédération des États-Unis de soccer, qui l'organise conjointement avec les ligues locales.
La finale se tient le 3 octobre 2007, après cinq autres tours à élimination directe dans la phase finale mettant aux prises des clubs amateurs et professionnels. Les Carolina RailHawks, les Harrisburg City Islanders, le Charleston Battery, les Richmond Kickers et les Seattle Sounders sont les seules équipes à triompher contre des franchises de MLS. Le vainqueur, le New England Revolution, remporte son premier trophée.

## Déroulement de la compétition
Le tirage au sort du premier tour est effectué le 29 mai 2007. Pour la première fois depuis 2002, la compétition n'inclut pas toutes les équipes américaines de Major League Soccer. En effet, la MLS obtient huit places, six équipes étant directement qualifiées en raison de leur classement lors de la saison régulière en 2006 tandis que les six autres participent à une ronde éliminatoires pour les deux dernières places.
D'un autre côté, les équipes de USL-1 entrent toutes dans le tournoi à l'exception des Puerto Rico Islanders, formation basée à Porto Rico et donc dépendante de la fédération portoricaine, celle-ci autonome vis-à-vis de la fédération américaine.

### Primes monétaires
Pour cette 94e édition, le champion reçoit 100 000 dollars. Le finaliste touche 50 000 dollars et 10 000 dollars sont accordés pour les meilleurs de chaque championnat semi-pro et amateur, pour un total de 180 000 dollars.
Les primes monétaires de l'édition 2007 sont distribuées comme suit:
| Classement                                                 | Primes    |
| ---------------------------------------------------------- | --------- |
| Champion                                                   | 100,000 $ |
| Finaliste                                                  | 50,000 $  |
| Meilleur de championnat inférieur à la Major League Soccer | 10,000 $  |

### Calendrier
| Tour | Nom              | Dates retenues        | Équipes participantes | Équipes gagnantes |
| Entrée de 6 équipes de USASA, 2 équipes de NPSL, 8 équipes de PDL, de 7 équipes de USL-2 et 9 équipes de USL-1 |                  |                       |                       |                   |
| 1 | Premier tour     | 12-13 juin            | 32                    | 16                |
| 2 | Deuxième tour    | 26 juin               | 16                    | 8                 |
| Entrée de 8 équipes de MLS                                                                                     |                  |                       |                       |                   |
| 3 | Troisième tour   | 9-10-11-15-18 juillet | 16                    | 8                 |
| 4 | Quarts de finale | 7-8 août              | 8                     | 4                 |
| 5 | Demi-finales     | 4 septembre           | 4                     | 2                 |
| 6 | Finale           | 3 octobre             | 2                     | 1                 |

## Participants
| Entre au premier tour | Entre au premier tour | Entre au premier tour | Entre au premier tour | Entre au troisième tour |
| USASA/NPSL/PDL/USL-2/USL-1 6 équipes/2 équipes/8 équipes/7 équipes/9 équipes                                                                  | USASA/NPSL/PDL/USL-2/USL-1 6 équipes/2 équipes/8 équipes/7 équipes/9 équipes                                                                                           | USASA/NPSL/PDL/USL-2/USL-1 6 équipes/2 équipes/8 équipes/7 équipes/9 équipes | USASA/NPSL/PDL/USL-2/USL-1 6 équipes/2 équipes/8 équipes/7 équipes/9 équipes | MLS 8 équipes |
| USASA - Aegean Hawks - Azzurri FC - Banat Arsenal - Danbury United - Lynch's Irish Pub FC - RWB Adria NPSL - Indios USA - Milwaukee Bavarians | PDL - Bakersfield Brigade - Central Florida Kraze - BYU Cougars - El Paso Patriots - Kansas City Brass - Long Island Rough Riders - Michigan Bucks - Ocean City Barons | USL Second Division - Charlotte Eagles - Crystal Palace Baltimore - Cincinnati Kings - Cleveland City Stars - Harrisburg City Islanders - Richmond Kickers - Western Mass Pioneers | USL First Division - Atlanta Silverbacks - California Victory - Carolina RailHawks - Charleston Battery - Miami FC - Minnesota Thunder - Rochester Raging Rhinos - Seattle Sounders - Portland Timbers | Major League Soccer - Chicago Fire - Chivas USA - Colorado Rapids - DC United - FC Dallas - Houston Dynamo - Los Angeles Galaxy - New England Revolution |

Légende :

Major League Soccer (MLS) : Championnat de première division.

USL Premier Division (USL-1): Championnat de deuxième division organisé par la United Soccer Leagues (USL).

USL Second Division (USL-2): Championnat de troisième division organisé par la United Soccer Leagues (USL).

Premier Development League (PDL) : Championnat de quatrième division organisé par la United Soccer Leagues (USL).

National Premier Soccer League (NPSL) : Championnat de quatrième division organisé par la USASA.

United States Adult Soccer Association (USASA) : Organisateur des championnats de divisions inférieures.

### Participants de la MLS
| Rang | Équipe                 | Pts | J  | G  | N  | P  | Bp | Bc | Diff |
| ---- | ---------------------- | --- | -- | -- | -- | -- | -- | -- | ---- |
| 1    | DC United              | 55  | 32 | 15 | 10 | 7  | 52 | 38 | +14  |
| 2    | FC Dallas              | 52  | 32 | 16 | 4  | 12 | 48 | 44 | +4   |
| 3    | New England Revolution | 48  | 32 | 12 | 12 | 8  | 39 | 35 | +4   |
| 4    | Chicago Fire C         | 47  | 32 | 13 | 8  | 11 | 43 | 41 | +2   |
| 5    | Houston Dynamo         | 46  | 32 | 11 | 13 | 8  | 44 | 40 | +4   |
| 6    | Chivas USA             | 43  | 32 | 10 | 13 | 9  | 45 | 42 | +3   |
| 7    | Colorado Rapids        | 41  | 32 | 11 | 8  | 13 | 36 | 49 | -13  |
| 8    | New York Red Bulls     | 39  | 32 | 9  | 12 | 11 | 41 | 41 | 0    |
| 9    | Los Angeles Galaxy     | 39  | 32 | 11 | 6  | 15 | 37 | 37 | 0    |
| 10   | Real Salt Lake         | 39  | 32 | 10 | 9  | 13 | 45 | 49 | -4   |
| 11   | Kansas City Wizards    | 38  | 32 | 10 | 8  | 14 | 43 | 45 | -2   |
| 12   | Columbus Crew          | 33  | 32 | 8  | 9  | 15 | 30 | 42 | -12  |

- Qualification pour le troisième tour de la Coupe des États-Unis de soccer 2007
- Franchise qualifiée pour la finale du tour préliminaire de la Coupe des États-Unis de soccer 2007
- Franchise qualifiée pour les demi-finales du tour préliminaire de la Coupe des États-Unis de soccer 2007

C : Vainqueur de la Coupe des États-Unis de soccer 2006

#### Tableau des qualifications
|  | Demi-finales de qualification | Demi-finales de qualification |                        |   | Finales de qualification | Finales de qualification |  |  | Qualifiées | Qualifiées |
|  | Demi-finales de qualification | Demi-finales de qualification |                        |   | Finales de qualification | Finales de qualification |  |  | Qualifiées | Qualifiées |
|  |                               |                               |                        |   |                          |                          |  |  |            |            |
|  |                               |                               |                        |   |                          |                          |  |  |            |            |
|  |                               |                               |                        |   |                          |                          |  |  |            |            |
|  | (9) Los Angeles Galaxy        | 3                             |                        |   |                          |                          |  |  |            |            |
|  | (9) Los Angeles Galaxy        | 3                             | (12) Columbus Crew     | 0 |                          |                          |  |  |            |            |
|  | (8) New York Red Bulls        | 1                             | (12) Columbus Crew     | 0 |                          |                          |  |  |            |            |
|  | (8) New York Red Bulls        | 1                             | (9) Los Angeles Galaxy | 1 |                          |                          |  |  |            |            |
|  |                               |                               | (9) Los Angeles Galaxy | 1 | (9) Los Angeles Galaxy   |                          |  |  |            |            |
|  |                               |                               |                        |   |                          |                          |  |  |            |            |
|  |                               | (7) Colorado Rapids           |                        |   |                          |                          |  |  |            |            |
|  | (10) Real Salt Lake           | 2                             |                        |   |                          |                          |  |  |            |            |
|  | (10) Real Salt Lake           | 2                             | (7) Colorado Rapids    | 2 |                          |                          |  |  |            |            |
|  | (11) Kansas City Wizards      | 1                             | (7) Colorado Rapids    | 2 |                          |                          |  |  |            |            |
|  | (11) Kansas City Wizards      | 1                             | (10) Real Salt Lake    | 1 |                          |                          |  |  |            |            |
|  |                               |                               | (10) Real Salt Lake    | 1 |                          |                          |  |  |            |            |

## Résultats

### Premier tour
| Date    | Division | Club                      | Score              | Club                     | Division |
| ------- | -------- | ------------------------- | ------------------ | ------------------------ | -------- |
| 12 juin | (USASA)  | Danbury United            | 2-3 a. p.          | Western Mass Pioneers    | (USL-2)  |
| 12 juin | (USL-2)  | Richmond Kickers          | 4-2                | Michigan Bucks           | (PDL)    |
| 12 juin | (USL-2)  | Harrisburg City Islanders | 4-0                | Aegean Hawks             | (USASA)  |
| 12 juin | (PDL)    | Ocean City Barons         | 1-0                | Crystal Palace Baltimore | (USL-2)  |
| 12 juin | (USL-1)  | Carolina RailHawks        | 4-1                | RWB Adria                | (USASA)  |
| 12 juin | (USL-1)  | Charleston Battery        | 3-0                | Central Florida Kraze    | (PDL)    |
| 12 juin | (USL-1)  | Rochester Raging Rhinos   | 1-0                | Long Island Rough Riders | (PDL)    |
| 12 juin | (USL-1)  | Atlanta Silverbacks       | 10-0               | Azzurri FC               | (USASA)  |
| 12 juin | (USL-1)  | Minnesota Thunder         | 3-2                | Indios USA               | (NPSL)   |
| 12 juin | (PDL)    | Kansas City Brass         | 0-4                | Cleveland City Stars     | (USL-2)  |
| 12 juin | (NPSL)   | Milwaukee Bavarians       | 1-0                | Cincinnati Kings         | (USL-2)  |
| 12 juin | (PDL)    | El Paso Patriots          | 2-2 (4-3 t. a. b.) | Miami FC                 | (USL-1)  |
| 12 juin | (PDL)    | BYU Cougars               | 1-2                | California Victory       | (USL-1)  |
| 12 juin | (PDL)    | Bakersfield Brigade       | 0-2                | Portland Timbers         | (USL-1)  |
| 12 juin | (USL-1)  | Seattle Sounders          | 4-1                | Banat Arsenal            | (USASA)  |
| 13 juin | (USL-2)  | Charlotte Eagles          | 2-0                | Lynch's Irish Pub FC     | (USASA)  |

### Deuxième tour
| Date    | Division | Club                    | Score       | Club                      | Division |
| ------- | -------- | ----------------------- | ----------- | ------------------------- | -------- |
| 26 juin | (USL-2)  | Richmond Kickers        | 2-1         | Cleveland City Stars      | (USL-2)  |
| 26 juin | (PDL)    | Ocean City Barons       | 1-2         | Harrisburg City Islanders | (USL-2)  |
| 26 juin | (USL-1)  | Carolina RailHawks      | 4-0         | Milwaukee Bavarians       | (NPSL)   |
| 26 juin | (USL-1)  | Charleston Battery      | 1-0         | El Paso Patriots          | (PDL)    |
| 26 juin | (USL-1)  | Rochester Raging Rhinos | 2-1 (a. p.) | Western Mass Pioneers     | (USL-2)  |
| 26 juin | (USL-1)  | Atlanta Silverbacks     | 1-0         | Charlotte Eagles          | (USL-2)  |
| 26 juin | (USL-1)  | Minnesota Thunder       | 0-1 (a. p.) | California Victory        | (USL-1)  |
| 26 juin | (USL-1)  | Seattle Sounders        | 2-1         | Portland Timbers          | (USL-1)  |

### Troisième tour
| Date       | Division | Club                      | Score              | Club                   | Division |
| ---------- | -------- | ------------------------- | ------------------ | ---------------------- | -------- |
| 9 juillet  | (MLS)    | FC Dallas                 | 1-1 (4-3 t. a. b.) | Atlanta Silverbacks    | (USL-1)  |
| 10 juillet | (USL-2)  | Richmond Kickers          | 1-0                | Los Angeles Galaxy     | (MLS)    |
| 10 juillet | (USL-1)  | Charleston Battery        | 1-0 a. p.          | Houston Dynamo         | (MLS)    |
| 10 juillet | (USL-1)  | Rochester Raging Rhinos   | 2-4                | New England Revolution | (MLS)    |
| 10 juillet | (MLS)    | Colorado Rapids           | 3-1                | California Victory     | (USL-1)  |
| 11 juillet | (USL-2)  | Harrisburg City Islanders | 1-0                | DC United              | (MLS)    |
| 15 juillet | (USL-1)  | Carolina RailHawks        | 1-0                | Chicago Fire           | (MLS)    |
| 18 juillet | (USL-1)  | Seattle Sounders          | 3-1                | Chivas USA             | (MLS)    |

### Quarts de finale
| 7 août 2007 | Carolina RailHawks | 1 - 0 | Richmond Kickers |                                                                                   |                                                                                   |
|             | Edozien 64e        |       |                  | SAS Soccer Park, Cary, Caroline du Nord Spectateurs : 2 900 Arbitrage : Alex Prus | SAS Soccer Park, Cary, Caroline du Nord Spectateurs : 2 900 Arbitrage : Alex Prus |
|             | Rapport            |       |                  | SAS Soccer Park, Cary, Caroline du Nord Spectateurs : 2 900 Arbitrage : Alex Prus | SAS Soccer Park, Cary, Caroline du Nord Spectateurs : 2 900 Arbitrage : Alex Prus |

| 7 août 2007 | Charleston Battery | 1 - 2 a. p. | FC Dallas                 |                                                                                                |                                                                                                |
|             | Armstrong 17e      |             | 22e Goodson · 95e Alvarez | Blackbaud Stadium, Charleston, Caroline du Sud Spectateurs : 3 262 Arbitrage : Hilario Grajeda | Blackbaud Stadium, Charleston, Caroline du Sud Spectateurs : 3 262 Arbitrage : Hilario Grajeda |
|             | Rapport            |             |                           | Blackbaud Stadium, Charleston, Caroline du Sud Spectateurs : 3 262 Arbitrage : Hilario Grajeda | Blackbaud Stadium, Charleston, Caroline du Sud Spectateurs : 3 262 Arbitrage : Hilario Grajeda |

| 7 août 2007 | Seattle Sounders                                                       | 5 - 0 | Colorado Rapids |                                                                                  |                                                                                  |
|             | Graham 23e · Scott 25e · Ihemelu 41e (csc) · Gardner 56e · Le Toux 68e |       |                 | Qwest Field, Seattle, Washington Spectateurs : 6 619 Arbitrage : Ricardo Salazar | Qwest Field, Seattle, Washington Spectateurs : 6 619 Arbitrage : Ricardo Salazar |

| 8 août 2007 | New England Revolution   | 2 - 1 | Harrisburg City Islanders |                                                                                           |                                                                                           |
|             | Dorman 4e · Twellman 17e |       | 78e Tanzini               | Gillette Stadium, Foxborough, Massachusetts Spectateurs : 1 512 Arbitrage : Richard Heron | Gillette Stadium, Foxborough, Massachusetts Spectateurs : 1 512 Arbitrage : Richard Heron |
|             | Rapport                  |       |                           | Gillette Stadium, Foxborough, Massachusetts Spectateurs : 1 512 Arbitrage : Richard Heron | Gillette Stadium, Foxborough, Massachusetts Spectateurs : 1 512 Arbitrage : Richard Heron |

### Demi-finale
| 4 septembre 2007 | New England Revolution         | 2 - 1 a. p. | Carolina RailHawks |                                                                                        |                                                                                        |
|                  | Larentowicz 45+2e · Noonan 94e |             | 6e Maher           | Veterans Stadium, New Britain, Connecticut Spectateurs : 4 203 Arbitrage : Shane Moody | Veterans Stadium, New Britain, Connecticut Spectateurs : 4 203 Arbitrage : Shane Moody |
|                  | Rapport                        |             |                    | Veterans Stadium, New Britain, Connecticut Spectateurs : 4 203 Arbitrage : Shane Moody | Veterans Stadium, New Britain, Connecticut Spectateurs : 4 203 Arbitrage : Shane Moody |

| 4 septembre 2007 | Seattle Sounders | 1 – 2 | FC Dallas                       |                                                                                   |                                                                                   |
|                  | L. O'Brien 120e  |       | 92e Ruiz · 119e (pen.) Thompson | Qwest Field, Seattle, Washington Spectateurs : 10 385 Arbitrage : Abiodun Okujala | Qwest Field, Seattle, Washington Spectateurs : 10 385 Arbitrage : Abiodun Okujala |
|                  | Rapport          |       |                                 | Qwest Field, Seattle, Washington Spectateurs : 10 385 Arbitrage : Abiodun Okujala | Qwest Field, Seattle, Washington Spectateurs : 10 385 Arbitrage : Abiodun Okujala |

### Finale
| 3 octobre 2007 | FC Dallas                  | 2 - 3 | New England Revolution                   |                                                                          |                                                                          |
|                | Alvarez 30e · Thompson 64e |       | 21e Noonan · 41e Twellman · 57e Thompson | Pizza Hut Park, Frisco, Texas Spectateurs : 10 618 Arbitrage : Alex Prus | Pizza Hut Park, Frisco, Texas Spectateurs : 10 618 Arbitrage : Alex Prus |
|                | Rapport                    |       |                                          | Pizza Hut Park, Frisco, Texas Spectateurs : 10 618 Arbitrage : Alex Prus | Pizza Hut Park, Frisco, Texas Spectateurs : 10 618 Arbitrage : Alex Prus |

| FC Dallas | New England Revolution |

| Vainqueur de l'US Open Cup 2007 New England Revolution 1er titre |

## Tableau final
|  | Quarts de finale          | Quarts de finale                            |                        |         | Demi-finales                           | Demi-finales                           |  |  | Finale                                 | Finale                                 |
|  | Quarts de finale          | Quarts de finale                            |                        |         | Demi-finales                           | Demi-finales                           |  |  | Finale                                 | Finale                                 |
|  |                           |                                             |                        |         |                                        |                                        |  |  |                                        |                                        |
|  | 7 août 2007               | 7 août 2007                                 |                        |         | 4 septembre 2007, Qwest Field, Seattle | 4 septembre 2007, Qwest Field, Seattle |  |  | 3 octobre 2007, Pizza Hut Park, Frisco | 3 octobre 2007, Pizza Hut Park, Frisco |
|  | 7 août 2007               | 7 août 2007                                 |                        |         | 4 septembre 2007, Qwest Field, Seattle | 4 septembre 2007, Qwest Field, Seattle |  |  | 3 octobre 2007, Pizza Hut Park, Frisco | 3 octobre 2007, Pizza Hut Park, Frisco |
|  | Seattle Sounders          | 5                                           |                        |         | 4 septembre 2007, Qwest Field, Seattle | 4 septembre 2007, Qwest Field, Seattle |  |  | 3 octobre 2007, Pizza Hut Park, Frisco | 3 octobre 2007, Pizza Hut Park, Frisco |
|  | Seattle Sounders          | 5                                           |                        |         | 4 septembre 2007, Qwest Field, Seattle | 4 septembre 2007, Qwest Field, Seattle |  |  | 3 octobre 2007, Pizza Hut Park, Frisco | 3 octobre 2007, Pizza Hut Park, Frisco |
|  | Colorado Rapids           | 0                                           |                        |         | 4 septembre 2007, Qwest Field, Seattle | 4 septembre 2007, Qwest Field, Seattle |  |  | 3 octobre 2007, Pizza Hut Park, Frisco | 3 octobre 2007, Pizza Hut Park, Frisco |
|  | Colorado Rapids           | 0                                           | Seattle Sounders       | 1       |                                        |                                        |  |  | 3 octobre 2007, Pizza Hut Park, Frisco | 3 octobre 2007, Pizza Hut Park, Frisco |
|  | 7 août 2007               |                                             | Seattle Sounders       | 1       |                                        |                                        |  |  | 3 octobre 2007, Pizza Hut Park, Frisco | 3 octobre 2007, Pizza Hut Park, Frisco |
|  |                           | FC Dallas                                   | 2                      |         |                                        |                                        |  |  | 3 octobre 2007, Pizza Hut Park, Frisco | 3 octobre 2007, Pizza Hut Park, Frisco |
|  | Charleston Battery        | FC Dallas                                   | 2                      | 1       |                                        |                                        |  |  | 3 octobre 2007, Pizza Hut Park, Frisco | 3 octobre 2007, Pizza Hut Park, Frisco |
|  | Charleston Battery        |                                             |                        | 1       |                                        |                                        |  |  | 3 octobre 2007, Pizza Hut Park, Frisco | 3 octobre 2007, Pizza Hut Park, Frisco |
|  | FC Dallas                 | 2 a. p.                                     |                        |         |                                        |                                        |  |  | 3 octobre 2007, Pizza Hut Park, Frisco | 3 octobre 2007, Pizza Hut Park, Frisco |
|  | FC Dallas                 | 2 a. p.                                     | FC Dallas              | 2       |                                        |                                        |  |  |                                        |                                        |
|  | 8 août 2007               |                                             | FC Dallas              | 2       |                                        |                                        |  |  |                                        |                                        |
|  |                           | New England Revolution                      | 3                      |         |                                        |                                        |  |  |                                        |                                        |
|  | New England Revolution    | New England Revolution                      | 3                      | 2       |                                        |                                        |  |  |                                        |                                        |
|  | New England Revolution    | 4 septembre 2007, Home Depot Center, Carson |                        | 2       |                                        |                                        |  |  |                                        |                                        |
|  | Harrisburg City Islanders | 1                                           |                        |         |                                        |                                        |  |  |                                        |                                        |
|  | Harrisburg City Islanders | 1                                           | New England Revolution | 2 a. p. |                                        |                                        |  |  |                                        |                                        |
|  | 7 août 2007               |                                             | New England Revolution | 2 a. p. |                                        |                                        |  |  |                                        |                                        |
|  |                           | Carolina RailHawks                          | 1                      |         |                                        |                                        |  |  |                                        |                                        |
|  | Carolina Railhawks        | Carolina RailHawks                          | 1                      | 1       |                                        |                                        |  |  |                                        |                                        |
|  | Carolina Railhawks        |                                             |                        | 1       |                                        |                                        |  |  |                                        |                                        |
|  | Richmond Kickers          | 0                                           |                        |         |                                        |                                        |  |  |                                        |                                        |
|  | Richmond Kickers          | 0                                           |                        |         |                                        |                                        |  |  |                                        |                                        |

### Nombre d'équipes par division et par tour
| Divisions / Manches  | Premier tour  | Deuxième tour | Troisième tour | Quarts de finale | Demi- finales | Finale |
| -------------------- | ------------- | ------------- | -------------- | ---------------- | ------------- | ------ |
| MLS (D1) 8 équipes   | non présentes | non présentes | 8              | 3                | 2             | 2      |
| USL-1 (D2) 9 équipes | 9             | 8             | 6              | 3                | 2             | Aucune |
| USL-2 (D3) 7 équipes | 7             | 5             | 2              | 2                | Aucune        | Aucune |
| NPSL (D4) 2 équipes  | 2             | 1             | Aucune         | Aucune           | Aucune        | Aucune |
| PDL (D4) 8 équipes   | 8             | 2             | Aucune         | Aucune           | Aucune        | Aucune |
| USASA 6 équipes      | 6             | Aucune        | Aucune         | Aucune           | Aucune        | Aucune |
| Total                | 32            | 16            | 16             | 8                | 4             | 2      |